# Pedro Michel Corona
Pedro Regalado Michel Corona fue un político liberal mexicano que fue diputado al Congreso del Estado de Jalisco, así como alcalde de los municipios de Ejutla y Autlán. 

## Vida personal
Nació en La Sidra, El Grullo, parroquia de Tuxcacuesco el 21 de mayo de 1788, siendo hijo de José María Michel Vázquez y Ana María Josefa González-Corona y Covarrubias. Michel Corona poseyó uno de los latifundios más grandes del estado de Jalisco, las haciendas de Ahuacapán, Zacate Grullo, Ayuquila, La Sidra y San Pedro del Tabor.
Su nieto Isidro Michel López participó en la Revolución mexicana.

## Política
En 1822 fue designado junto con José María Rubio como alcalde de Ejutla. Fue diputado de la I Legislatura del Congreso del Estado de Jalisco (1825-1827), donde integró la Comisión de Gobernación junto a los diputados Francisco Cortés, Guadalupe Serratos, Agustín Domínguez y Antonio Escobedo. Posteriormente, fue Jefe Político del Primer Cantón con base en Guadalajara, así como Jefe de la policía de ese mismo cantón. Es en ese momento cuando fue designado encargado del despacho del Gobernador del Estado de Jalisco Juan Nepomuceno Cumplido de manera interina en noviembre y diciembre de 1827 por la salida que éste hizo a los cantones de Tepic y Etzatlán. 

Gobierno Supremo del Estado de Jalisco.- El lunes 12 del corriente salgo de esta capital con dirección a los cantones de Tepic y Etzatlán a asuntos del Gobierno que está a mi cuidado, y dejo en mi lugar para el despacho de lo ejecutivo, al señor jefe de policía de este canton C. Pedro Michel. 
Lo que pongo en noticia de vd. para su inteligencia y fines consiguientes. Dios y Libertad. Guadalajara, Noviembre 10 de 1827.- Cumplido. Esteban Aréchiga.- Ciudadano tesorero general del Estado.

En esa calidad y por ausencia del vicegobernador Juan N. Cumplido rubricó el 3 de diciembre de 1827 el Tratado de amistad, comercio y navegación celebrado entre la nación mexicana y el rey de Gran Bretaña, mismo que fue refrendado en México el 25 de octubre de 1827 por el presidente Guadalupe Victoria y promulgado en 29 de octubre por Juan José Espinosa de los Monteros de la Primera Secretaría de Estado, Departamento del Exterior. Nuevamente asumió funciones ejecutivas en septiembre de 1828 por enfermedad del gobernador. 
Fue Presidente Municipal por el Ayuntamiento de Autlán en 1845, donde ayudó a la construcción de la Iglesia de El Grullo. Su gobierno estuvo enmarcado por pleitos judiciales contra el ayuntamiento local, las comunidades indígenas, y otros latifundistas, por la extensión de sus terrenos, lo que lo llevó a ampararse frente al ayuntamiento cuatro años después de su gestión. Falleció en 1863.

## La Hacienda de Ahuacapán
Pedro Michel Corona adquirió la hacienda junto con Juan Palomar de manos de Vicente Gómez de Parada, para luego quedar como único dueño, pero tuvo que ampararse de la posesión de esos terrenos en 1820. En 1849 el Ayuntamiento de Autlán entabló juicio contra él reclamando el arroyo de La Cajete, a un lado del paraje de Las Bateas, mismo que se encontraba en la parte divisoria con terrenos de propiedad indígena. El 21 de octubre de 1850, compareció Pedro Michel ante Casimiro Cobián, alcalde primero de la villa y encargado provisional del Juzgado de Primera Instancia, solicitando testimonio de la resolución que en fecha 28 de junio de 1848 se había emitido, amparándolo en la legítima posesión de los terrenos al sur de la villa de Autlán hasta aproximadamente media legua de la población. Como antecedente existía el acuerdo número 71 emitido por el Congreso con fecha de 28 de septiembre de 1848, en el que se aprueba la transacción que realizó el Ayuntamiento de la villa de Autlán sobre el litigio de los terrenos de su fundo legal.
Desde 1848, y a raíz de la resolución favorable a Pedro Michel, éste comenzó a abrir callejones y construir vallados por los puntos hasta donde él consideraba eran los límites de su hacienda. Un amparo de 1850, lo obligó a suspender estas acciones.
En la diligencia de 21 de octubre de 1850, Alvino Palacios, encargado de cobrar las rentas de Michel señaló que Miguel Ramón Villaseñor impedía el cobro de las rentas en el Potrero de los Terrones y en el de La Virgen; además, lo acusaron de perturbar a los arrendatarios de estos sitios, por lo que solicitó al juez otorgara el amparo de la legítima posesión de estos lugares a Pedro Michel, lo que hizo el Juez de primera instancia, Jesús Agraz, reconociéndole la legal propiedad sobre los potreros de Los Terrones y de La Virgen. Durante la lectura de la resolución en el rancho de Las Bateas, Miguel Ramón Villaseñor manifestó la falsedad de las acusaciones. 
En 1852, Pedro Michel continuó con la construcción de sus vallados, y en razón de que la hacienda de Ahuacapán no respetaba los límites establecidos, el Ayuntamiento de Autlán, con base a los atributos conferidos a los ayuntamientos por el decreto del 17 de abril de 1849, nombró una Comisión encargada de revisar los linderos entre la villa y la hacienda, para finalmente proceder a la medición legal de los bienes municipales. Al practicar dicha revisión, la Comisión detectó que más de cien casas, las cuales por un lapso aproximado de treinta años habían pagado piso al Ayuntamiento, ahora se encontraban como parte de la hacienda, por lo que el síndico Leandro Aguiar, como representante de la corporación, suspendió la medición. Las acciones se sucedían en espera de la resolución del Supremo Tribunal de Justicia del Estado de Jalisco. 
El Ayuntamiento nombró a Leandro Aguiar, síndico primero y juez de letras, para que llevara a efecto la defensa de los derechos de la municipalidad. Investido de poderes a nombre y por acuerdo de dicha corporación, Aguiar citó a Pedro Michel y a los testigos por parte del Ayuntamiento. Michel Corona no compareció, y los segundos declararon que desde tiempo atrás los terrenos en disputa eran propiedad del Ayuntamiento y que la demarcación fue la practicada a petición del comerciante santanderino Francisco Pacheco, administrador de la hacienda en 1819.
Luego de tres citatorios girados a Pedro Michel sin lograr su comparecencia, a partir del 5 de diciembre de 1852 y a petición del síndico, se declaró en rebeldía por no presentarse para su defensa ante la acusación de despojo de bienes municipales. No obstante, el 7 de enero de 1853 solicitó se desechara el requerimiento, negando los cargos que se le imputaron. El 18 de enero de 1853, se dictó una resolución en el sentido de que en tanto no estuviera resuelto por parte del Supremo Gobierno el asunto de los límites y medidas practicadas, el Ayuntamiento de Autlán sería la suprema autoridad, incluso sobre el poder del mismo hacendado; por lo que el juez dictaminó: 

1.- Son fondos de la municipalidad los terrenos sur y oriente de la medida practicada por Francisco Pacheco. 2.- Fue el mismo Pedro Michel, al abrir vallados, quien obstruyó al Ayuntamiento el uso de una parte del terreno comprendido por estos linderos. 3.- El Ilustre Ayuntamiento recupera la posesión de los disputados terrenos y se condena a Don Pedro Michel a desalojarlos en favor de la "Corporación" municipal, además, lo obliga a cubrir los costos del proceso y juicio.

Con fecha 19 de enero de 1853, Pedro Michel presentó la apelación, misma que fue admitida. Sin embargo, el 16 de febrero de 1853 se dio cumplimiento en favor del Ayuntamiento a la resolución. El juez, acompañado de testigos, se trasladó al sitio objeto de la disputa, y estando en la puerta de La Lima leyó la sentencia y puso en posesión de los terrenos al Ayuntamiento de Autlán.

## Familia
Pedro Regalado Michel Corona era descendiente directo por línea paterna y materna del conquistador Cristóbal de Ordóñez (hijo de Diego de San Martín y hermano de Juan Michel), y que a su muerte sus descendientes adoptaron el apellido Michel-Ordóñez. De igual forma, era descendiente directo por línea paterna del conquistador Martín de Rifarache. Por línea materna, descendiente directo de Juan de Villaseñor, Leonel de Cervantes y Martín Monje. Pedro Regalado se casó con Ana María Josefa Ramona Corona Vázquez el 25 de febrero de 1811, de acuerdo al registro del Archivo Parroquial de Ejutla, con dispensa matrimonial por dos parentescos de consanguinidad, el uno en tercero con cuarto grados y el otro con tercer grado.
|  |                                                    |  |  |  |  |  |  |  |  |  |  |  |  |  |  |  |
|  | 16. Tomás Michel-Ordóñez Guzmán                    |  |  |  |  |  |  |  |  |  |  |  |  |  |  |  |
|  |                                                    |  |  |  |  |  |  |  |  |  |  |  |  |  |  |  |
|  |                                                    |  |  |  |  |  |  |  |  |  |  |  |  |  |  |  |
|  | 8. Francisco Michel-Ordóñez Escobar                |  |  |  |  |  |  |  |  |  |  |  |  |  |  |  |
|  |                                                    |  |  |  |  |  |  |  |  |  |  |  |  |  |  |  |
|  |                                                    |  |  |  |  |  |  |  |  |  |  |  |  |  |  |  |
|  | 17. Agustina De Escobar                            |  |  |  |  |  |  |  |  |  |  |  |  |  |  |  |
|  |                                                    |  |  |  |  |  |  |  |  |  |  |  |  |  |  |  |
|  |                                                    |  |  |  |  |  |  |  |  |  |  |  |  |  |  |  |
|  | 4. Antonio Feliciano Michel-Ordóñez López Buezo    |  |  |  |  |  |  |  |  |  |  |  |  |  |  |  |
|  |                                                    |  |  |  |  |  |  |  |  |  |  |  |  |  |  |  |
|  |                                                    |  |  |  |  |  |  |  |  |  |  |  |  |  |  |  |
|  | 18. Gaspar López Buezo Guerrero                    |  |  |  |  |  |  |  |  |  |  |  |  |  |  |  |
|  |                                                    |  |  |  |  |  |  |  |  |  |  |  |  |  |  |  |
|  |                                                    |  |  |  |  |  |  |  |  |  |  |  |  |  |  |  |
|  | 9. Manuela López Buezo Sánchez                     |  |  |  |  |  |  |  |  |  |  |  |  |  |  |  |
|  |                                                    |  |  |  |  |  |  |  |  |  |  |  |  |  |  |  |
|  |                                                    |  |  |  |  |  |  |  |  |  |  |  |  |  |  |  |
|  | 19. María Sánchez Cabezuelas                       |  |  |  |  |  |  |  |  |  |  |  |  |  |  |  |
|  |                                                    |  |  |  |  |  |  |  |  |  |  |  |  |  |  |  |
|  |                                                    |  |  |  |  |  |  |  |  |  |  |  |  |  |  |  |
|  | 2. Joseph María Michel Vázquez                     |  |  |  |  |  |  |  |  |  |  |  |  |  |  |  |
|  |                                                    |  |  |  |  |  |  |  |  |  |  |  |  |  |  |  |
|  |                                                    |  |  |  |  |  |  |  |  |  |  |  |  |  |  |  |
|  | 10. José Vázquez                                   |  |  |  |  |  |  |  |  |  |  |  |  |  |  |  |
|  |                                                    |  |  |  |  |  |  |  |  |  |  |  |  |  |  |  |
|  |                                                    |  |  |  |  |  |  |  |  |  |  |  |  |  |  |  |
|  | 5. María Augustina Vázquez Preciado                |  |  |  |  |  |  |  |  |  |  |  |  |  |  |  |
|  |                                                    |  |  |  |  |  |  |  |  |  |  |  |  |  |  |  |
|  |                                                    |  |  |  |  |  |  |  |  |  |  |  |  |  |  |  |
|  | 22. Nicolás Preciado                               |  |  |  |  |  |  |  |  |  |  |  |  |  |  |  |
|  |                                                    |  |  |  |  |  |  |  |  |  |  |  |  |  |  |  |
|  |                                                    |  |  |  |  |  |  |  |  |  |  |  |  |  |  |  |
|  | 11. María Antonia Preciado Figueroa de Medina      |  |  |  |  |  |  |  |  |  |  |  |  |  |  |  |
|  |                                                    |  |  |  |  |  |  |  |  |  |  |  |  |  |  |  |
|  |                                                    |  |  |  |  |  |  |  |  |  |  |  |  |  |  |  |
|  | 23. Antonia Figueroa de Medina                     |  |  |  |  |  |  |  |  |  |  |  |  |  |  |  |
|  |                                                    |  |  |  |  |  |  |  |  |  |  |  |  |  |  |  |
|  |                                                    |  |  |  |  |  |  |  |  |  |  |  |  |  |  |  |
|  | 1. Pedro Regalado Michel Corona                    |  |  |  |  |  |  |  |  |  |  |  |  |  |  |  |
|  |                                                    |  |  |  |  |  |  |  |  |  |  |  |  |  |  |  |
|  |                                                    |  |  |  |  |  |  |  |  |  |  |  |  |  |  |  |
|  | 24. Fernando González-Corona Michel                |  |  |  |  |  |  |  |  |  |  |  |  |  |  |  |
|  |                                                    |  |  |  |  |  |  |  |  |  |  |  |  |  |  |  |
|  |                                                    |  |  |  |  |  |  |  |  |  |  |  |  |  |  |  |
|  | 12. Francisco González-Corona y Caro               |  |  |  |  |  |  |  |  |  |  |  |  |  |  |  |
|  |                                                    |  |  |  |  |  |  |  |  |  |  |  |  |  |  |  |
|  |                                                    |  |  |  |  |  |  |  |  |  |  |  |  |  |  |  |
|  | 25. Ángela Caro y Rentería de los Ríos             |  |  |  |  |  |  |  |  |  |  |  |  |  |  |  |
|  |                                                    |  |  |  |  |  |  |  |  |  |  |  |  |  |  |  |
|  |                                                    |  |  |  |  |  |  |  |  |  |  |  |  |  |  |  |
|  | 6. Juan Joseph González-Corona y Aréchiga          |  |  |  |  |  |  |  |  |  |  |  |  |  |  |  |
|  |                                                    |  |  |  |  |  |  |  |  |  |  |  |  |  |  |  |
|  |                                                    |  |  |  |  |  |  |  |  |  |  |  |  |  |  |  |
|  | 13. Ángela De Aréchiga y Fregoso                   |  |  |  |  |  |  |  |  |  |  |  |  |  |  |  |
|  |                                                    |  |  |  |  |  |  |  |  |  |  |  |  |  |  |  |
|  |                                                    |  |  |  |  |  |  |  |  |  |  |  |  |  |  |  |
|  | 3. Anna María Josefa González-Corona y Covarrubias |  |  |  |  |  |  |  |  |  |  |  |  |  |  |  |
|  |                                                    |  |  |  |  |  |  |  |  |  |  |  |  |  |  |  |
|  |                                                    |  |  |  |  |  |  |  |  |  |  |  |  |  |  |  |
|  | 28. Antonio De Covarrubias                         |  |  |  |  |  |  |  |  |  |  |  |  |  |  |  |
|  |                                                    |  |  |  |  |  |  |  |  |  |  |  |  |  |  |  |
|  |                                                    |  |  |  |  |  |  |  |  |  |  |  |  |  |  |  |
|  | 14. Francisco De Covarrubias                       |  |  |  |  |  |  |  |  |  |  |  |  |  |  |  |
|  |                                                    |  |  |  |  |  |  |  |  |  |  |  |  |  |  |  |
|  |                                                    |  |  |  |  |  |  |  |  |  |  |  |  |  |  |  |
|  | 7. María Gertrudis De Covarrubias Cobián           |  |  |  |  |  |  |  |  |  |  |  |  |  |  |  |
|  |                                                    |  |  |  |  |  |  |  |  |  |  |  |  |  |  |  |
|  |                                                    |  |  |  |  |  |  |  |  |  |  |  |  |  |  |  |
|  | 15. María Cobián                                   |  |  |  |  |  |  |  |  |  |  |  |  |  |  |  |
|  |                                                    |  |  |  |  |  |  |  |  |  |  |  |  |  |  |  |
|  |                                                    |  |  |  |  |  |  |  |  |  |  |  |  |  |  |  |